# Luigi Palmieri
 (août 2025).
Si vous disposez d'ouvrages ou d'articles de référence ou si vous connaissez des sites web de qualité traitant du thème abordé ici, merci de compléter l'article en donnant les références utiles à sa vérifiabilité et en les liant à la section « Notes et références ».
Pour les articles homonymes, voir Palmieri.
Luigi Palmieri, ou Louis Palmieri dans certaines publications en français, est un volcanologue et météorologue italien né en 1807 à Faicchio, dans la Terre de Labour, à treize kilomètres de Piedimonte Matese, et mort à Naples le 9 septembre 1896. Il est célèbre pour ses études scientifiques des éruptions du Vésuve, des tremblements de terre et des phénomènes météorologiques. 

## Biographie
En 1845, Palmieri est promu professeur de physique à l'école navale royale de Naples et en 1847 est nommé à la chaire de la physique de l'université de Naples. En 1848, il commence à travailler à l'observatoire du Vésuve et en 1854 est nommé directeur. Utilisant un sismographe pour la détection et la mesure des tremblements de terre, Palmieri peut alors détecter les mouvements très légers avec l'espoir de prévoir les éruptions volcaniques. Utilisant un électromètre modifié de Peltier, il conduit également des recherches dans le domaine de l'électricité atmosphérique. 
En 1881, il annonce avoir réussi pour la première fois à démontrer la présence d'hélium sur la Terre, après analyse par spectroscope de la lave du Vésuve,. Cependant, faute de preuves expérimentales solides et compte tenu des limites de sa méthode, cette annonce fut rapidement mise en doute par la communauté scientifique et est aujourd’hui considérée comme une probable erreur d’interprétation.
Ses contributions scientifiques ont touché de nombreux domaines.